# Trö
Trö är ett gammalt svenskt mått för säd som motsvaras av ¹∕₆ tunna, ca 24 liter. I Svenskt dialektlexikon anges att detta förekom i Dalarna. Svensk etymologisk ordbok nämner dessutom Härjedalen. Ordet är besläktat med tråg, jämför engelska tray som betyder 'tråg', 'fat', 'skål', 'bricka'.